# Mike Könnecke
Mike Könnecke (Wolfsburg, 23 agosto 1988) è un calciatore tedesco, centrocampista dello Zwickau.

## Carriera
Ha giocato nella seconda divisione tedesca con l'Erzgebirge Aue.

## Statistiche

### Presenze e reti nei club
Statistiche aggiornate al 23 novembre 2021.
| Stagione              | Squadra               | Campionato            | Campionato | Campionato | Coppe nazionali | Coppe nazionali | Coppe nazionali | Coppe continentali | Coppe continentali | Coppe continentali | Altre coppe | Altre coppe | Altre coppe | Totale | Totale |
| Stagione              | Squadra               | Comp                  | Pres       | Reti       | Comp            | Pres            | Reti            | Comp               | Pres               | Reti               | Comp        | Pres        | Reti        | Pres   | Reti   |
| --------------------- | --------------------- | --------------------- | ---------- | ---------- | --------------- | --------------- | --------------- | ------------------ | ------------------ | ------------------ | ----------- | ----------- | ----------- | ------ | ------ |
| 2008-2009             | Wolfsburg II          | RL                    | 30         | 6          |                 | -               | -               |                    | -                  | -                  |             | -           | -           | 30     | 6      |
| 2009-2010             | Wolfsburg II          | RL                    | 34         | 19         |                 | -               | -               |                    | -                  | -                  |             | -           | -           | 34     | 19     |
| 2010-2011             | Wolfsburg II          | RL                    | 32         | 7          |                 | -               | -               |                    | -                  | -                  |             | -           | -           | 32     | 7      |
| Totale Wolfsburg II   | Totale Wolfsburg II   | Totale Wolfsburg II   | 96         | 32         |                 | -               | -               |                    | -                  | -                  |             | -           | -           | 96     | 32     |
| 2011-2012             | Erzgebirge Aue        | 2L                    | 22         | 1          | CG              | 2               | 1               |                    | -                  | -                  |             | -           | -           | 24     | 2      |
| 2012-2013             | Erzgebirge Aue        | 2L                    | 18         | 0          | CG              | 0               | 0               |                    | -                  | -                  |             | -           | -           | 18     | 0      |
| 2013-2014             | Erzgebirge Aue        | 2L                    | 13         | 1          | CG              | 0               | 0               |                    | -                  | -                  |             | -           | -           | 13     | 1      |
| 2014-2015             | Erzgebirge Aue        | 2L                    | 20         | 0          | CG              | 1               | 0               |                    | -                  | -                  |             | -           | -           | 21     | 0      |
| 2015-2016             | Erzgebirge Aue        | 3L                    | 25         | 1          | CG              | 2               | 0               |                    | -                  | -                  |             | -           | -           | 27     | 1      |
| Totale Erzgebirge Aue | Totale Erzgebirge Aue | Totale Erzgebirge Aue | 98         | 3          |                 | 5               | 1               |                    | -                  | -                  |             | -           | -           | 103    | 4      |
| 2016-2017             | Zwickau               | 3L                    | 30         | 1          | CG              | 0               | 0               |                    | -                  | -                  |             | -           | -           | 30     | 1      |
| 2017-2018             | Zwickau               | 3L                    | 35         | 0          |                 | -               | -               |                    | -                  | -                  |             | -           | -           | 35     | 0      |
| 2018-2019             | Zwickau               | 3L                    | 29         | 3          |                 | -               | -               |                    | -                  | -                  |             | -           | -           | 29     | 3      |
| 2019-2020             | Zwickau               | 3L                    | 11         | 1          |                 | -               | -               |                    | -                  | -                  |             | -           | -           | 11     | 1      |
| 2020-2021             | Zwickau               | 3L                    | 28         | 0          |                 | -               | -               |                    | -                  | -                  |             | -           | -           | 28     | 0      |
| 2021-2022             | Zwickau               | 3L                    | 9          | 0          |                 | -               | -               |                    | -                  | -                  |             | -           | -           | 9      | 0      |
| Totale Zwickau        | Totale Zwickau        | Totale Zwickau        | 142        | 5          |                 | 0               | 0               |                    | -                  | -                  |             | -           | -           | 142    | 5      |
| Totale carriera       | Totale carriera       | Totale carriera       | 336        | 40         |                 | 5               | 1               |                    | -                  | -                  |             | -           | -           | 341    | 41     |